# 二又アダプター

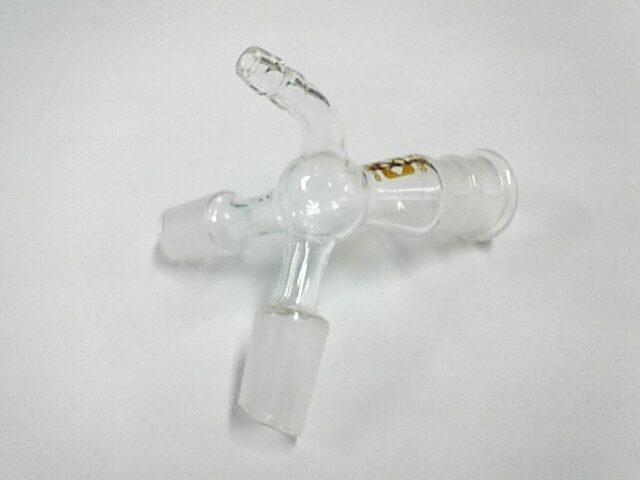
二又アダプター

二又アダプター（ふたまたアダプター）とは、蒸留を行う際に用いる減圧用アダプタのうち、受器へのアダプターが二又になっているものをいう。

俗称は、いぬであり、三つあるアダプターのうち、二つある受器のアダプターが「脚」、真空ポンプへのアダプター部分が「しっぽ」状に見えるためこう呼ばれる。

二又アダプターはリービッヒ冷却器で凝縮して液体になったものをフラスコやシュレンクなどの容器に移すための器具で、その名の通りフラスコアダプターが二又になっており、初留と本留をわけとることができる。
さらに、「いぬ」のしっぽを真空ポンプなどにつなぐことで内部を減圧にする減圧蒸留が行える。

分留機構のある減圧用アダプターは他に三又減圧用アダプター、ウィットマー分留受器、分岐管が用いられる。